# Montalcino
Montalcino település Olaszországban, Toszkána régióban, Siena megyében. Lakosainak száma 5611 fő (2023. január 1.). Montalcino Castel del Piano, Castiglione d’Orcia, Cinigiano, Civitella Paganico, Buonconvento, San Quirico d’Orcia, Murlo, Asciano, Trequanda és Pienza községekkel határos. A Siena-Colle di Val d’Elsa-Montalcinói főegyházmegye társszékvárosa, korábban a Montalcinói egyházmegye székhelye volt.

## Fekvése
Caninótól északra, Sienától 40 km-re fekvő település.

## Története
Montalcino valamikor a 10. század elején alakult ki és máig megőrizte városi struktúráját. A viharos történelemmel és festői környezettel rendelkező város legnagyobb kiterjedése és ragyogása a középkorra esik. Vára, templomai, meredek sikátorai és lépcsői, a városháza, karcsú tornyai, távoli lenyűgöző időszakok emlékei.
Az itt talált neolitikus leletek az Ombrone folyó közelében Badia Ardenga mellett, és a város környékének különböző helyein feltárt etruszk és római sírok is a távoli múltba vezetik vissza az ide érkezőt. Néhány régi templom ma is létező alapfalai, mint a Santa Restituta és Sesta a népvándorlás idejéből származnak. A Sant Antimo apátság például valamikor a 8. század körül épült, egyesek szerint Nagy Károly idejében.
Montalcino nevét 814-ben említették először. Fontos stratégiai helyzetét az itteni régi Francigena útnak köszönheti.

## Galéria

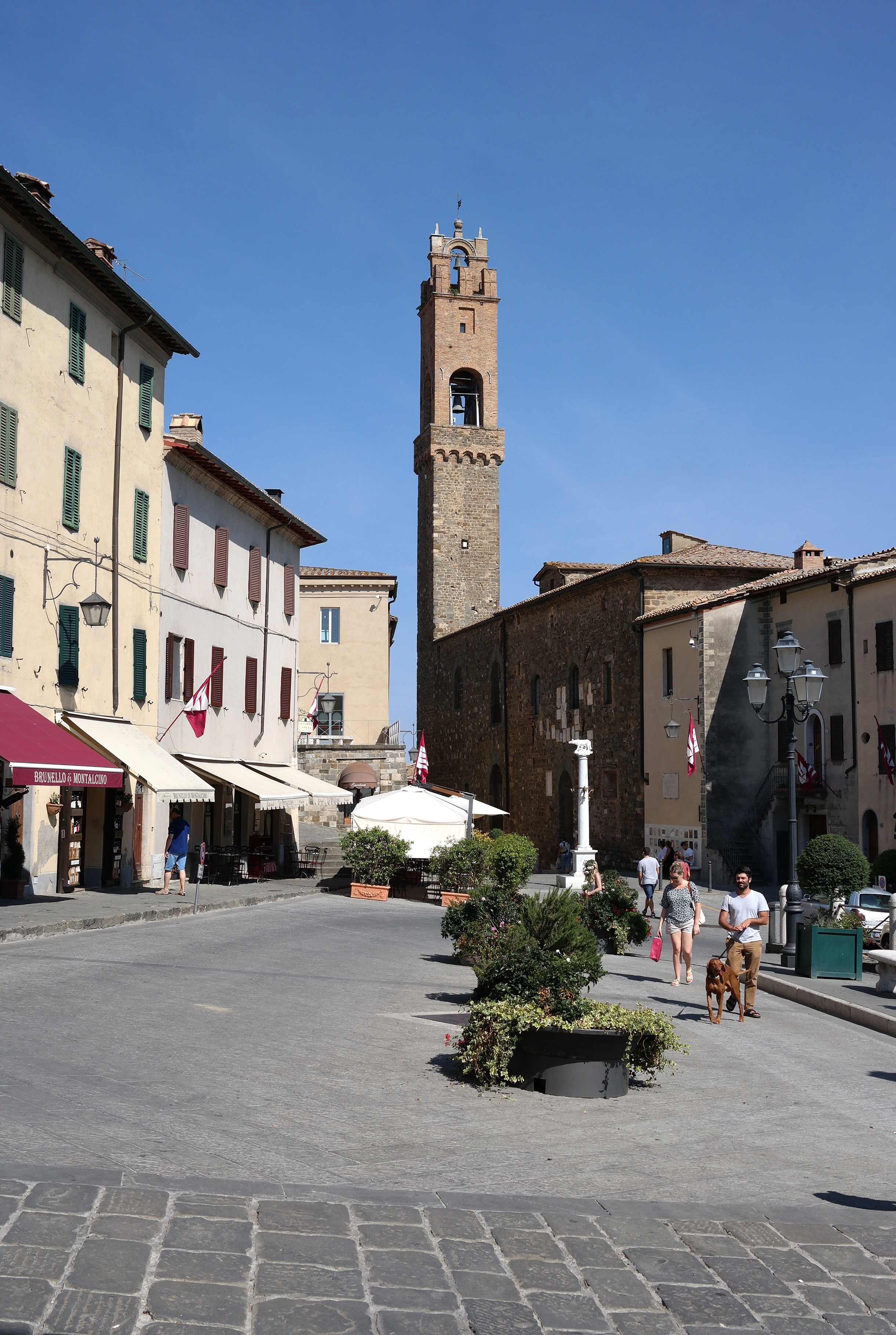
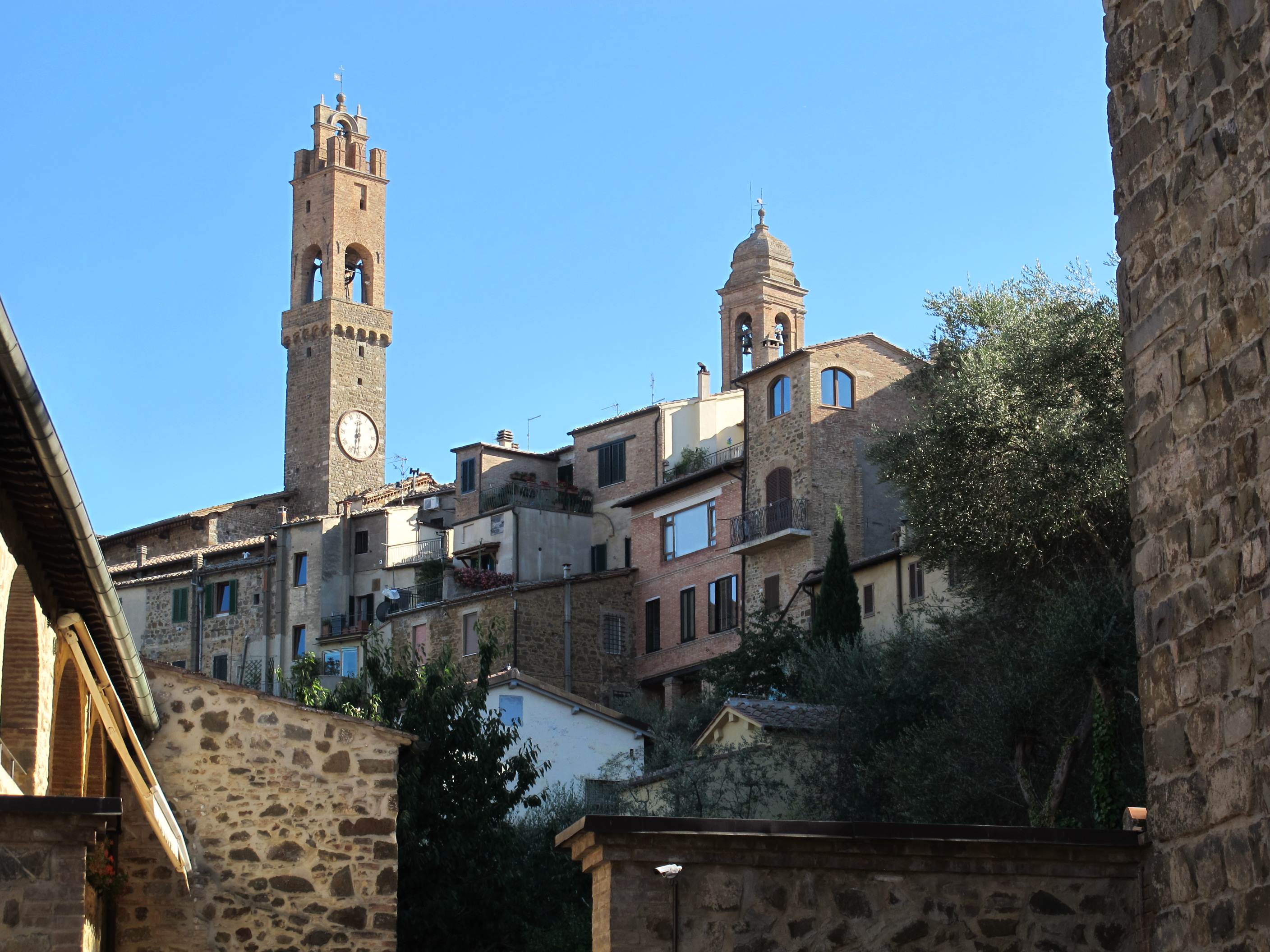
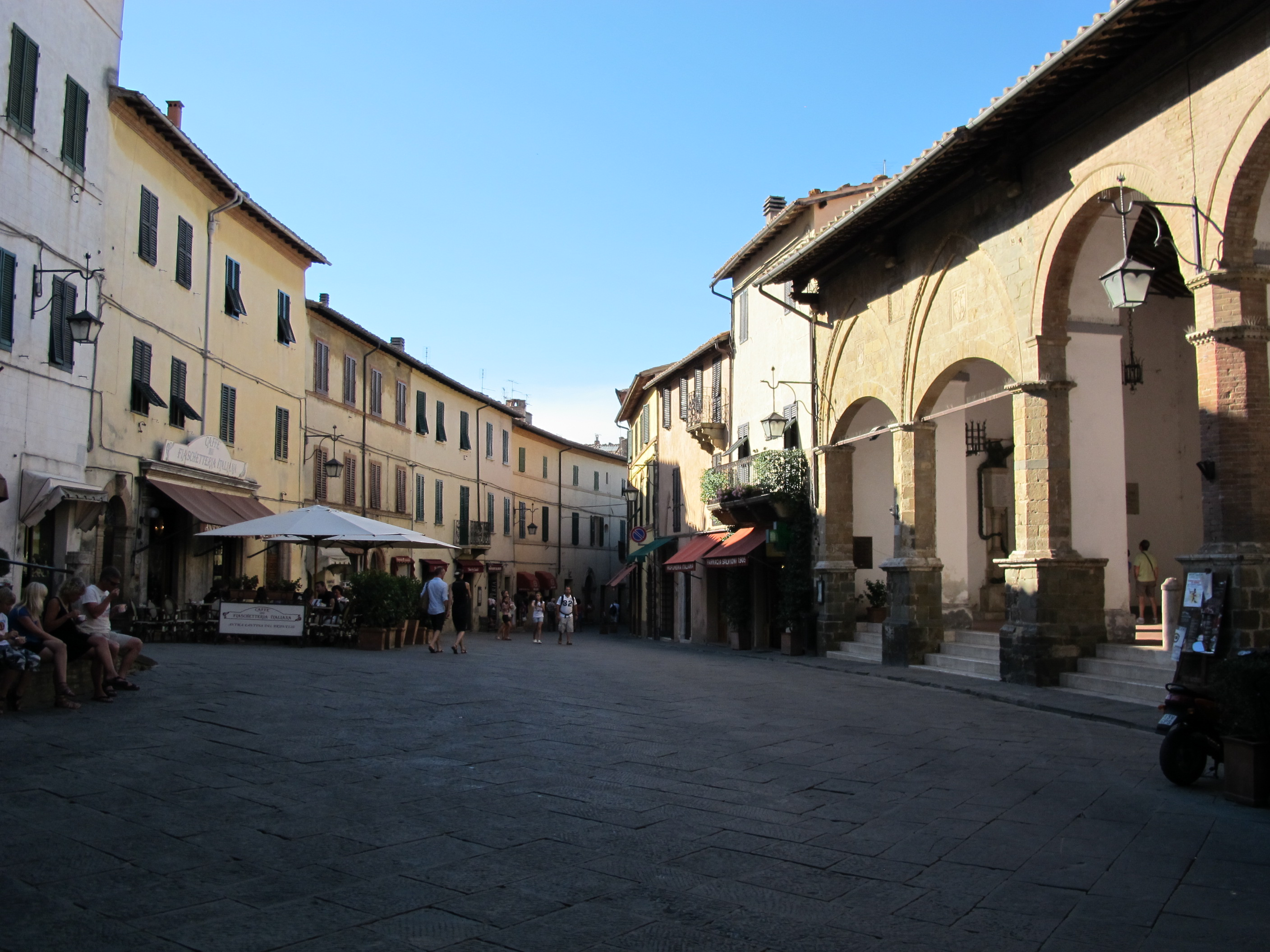
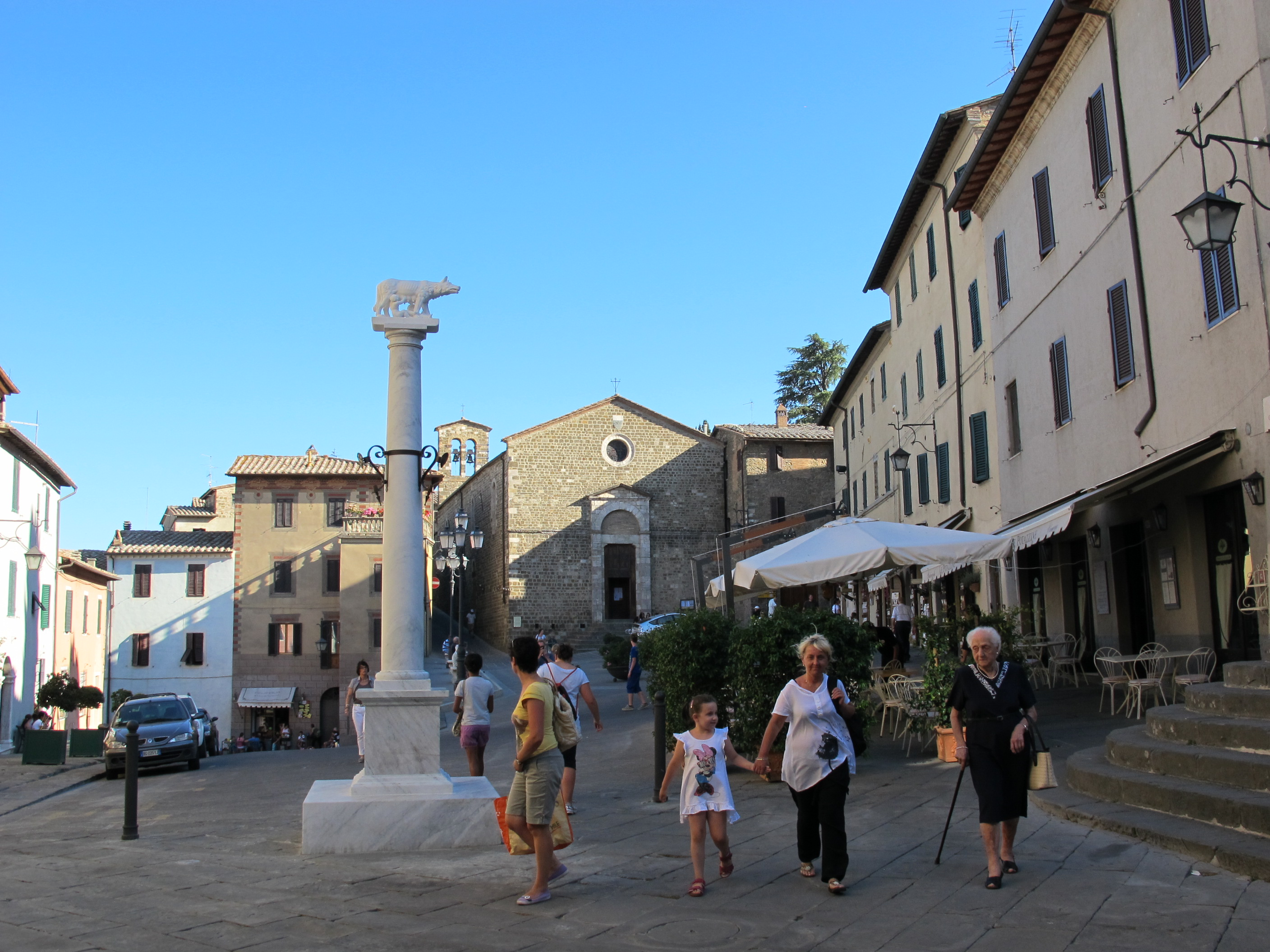
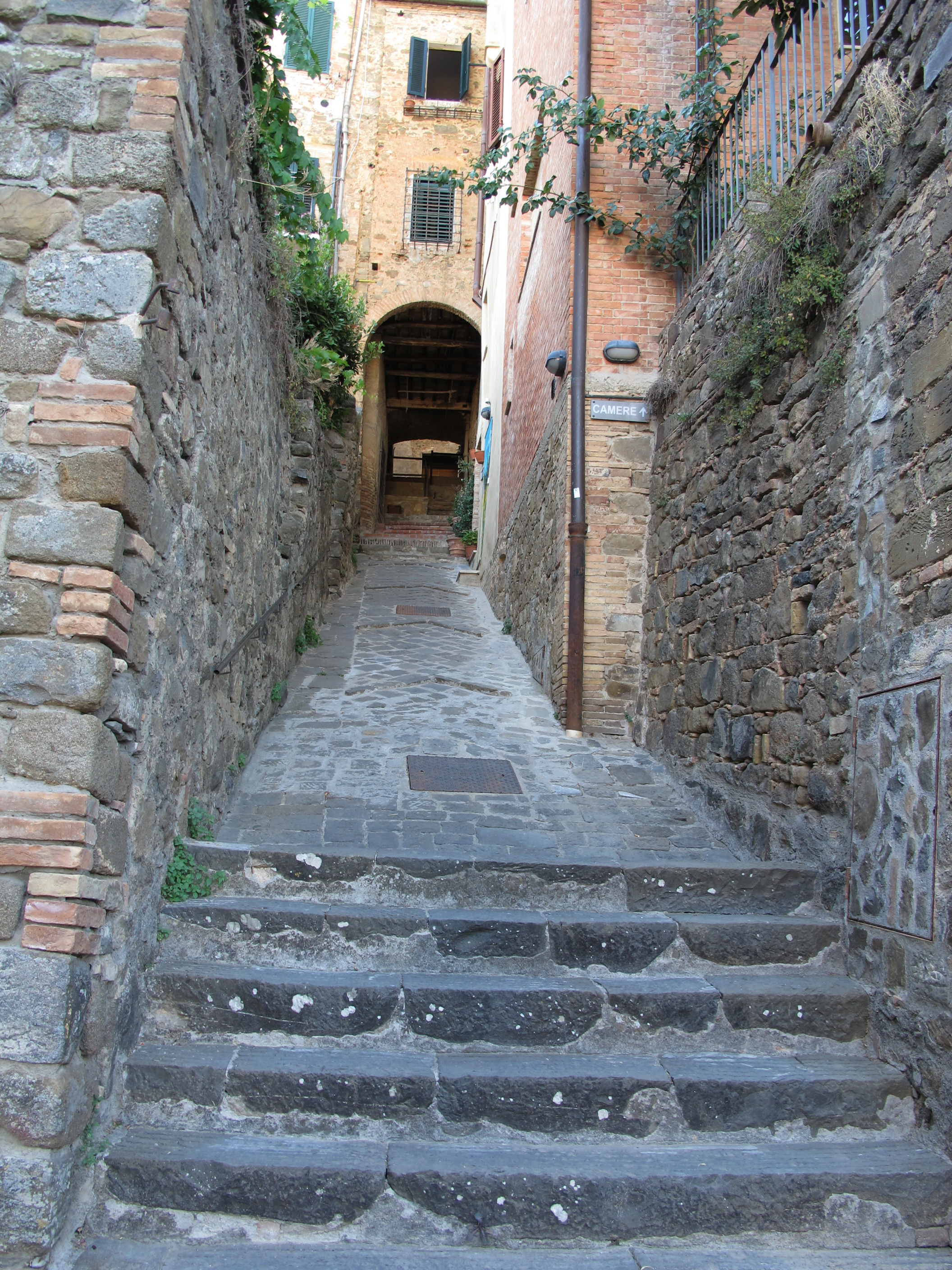
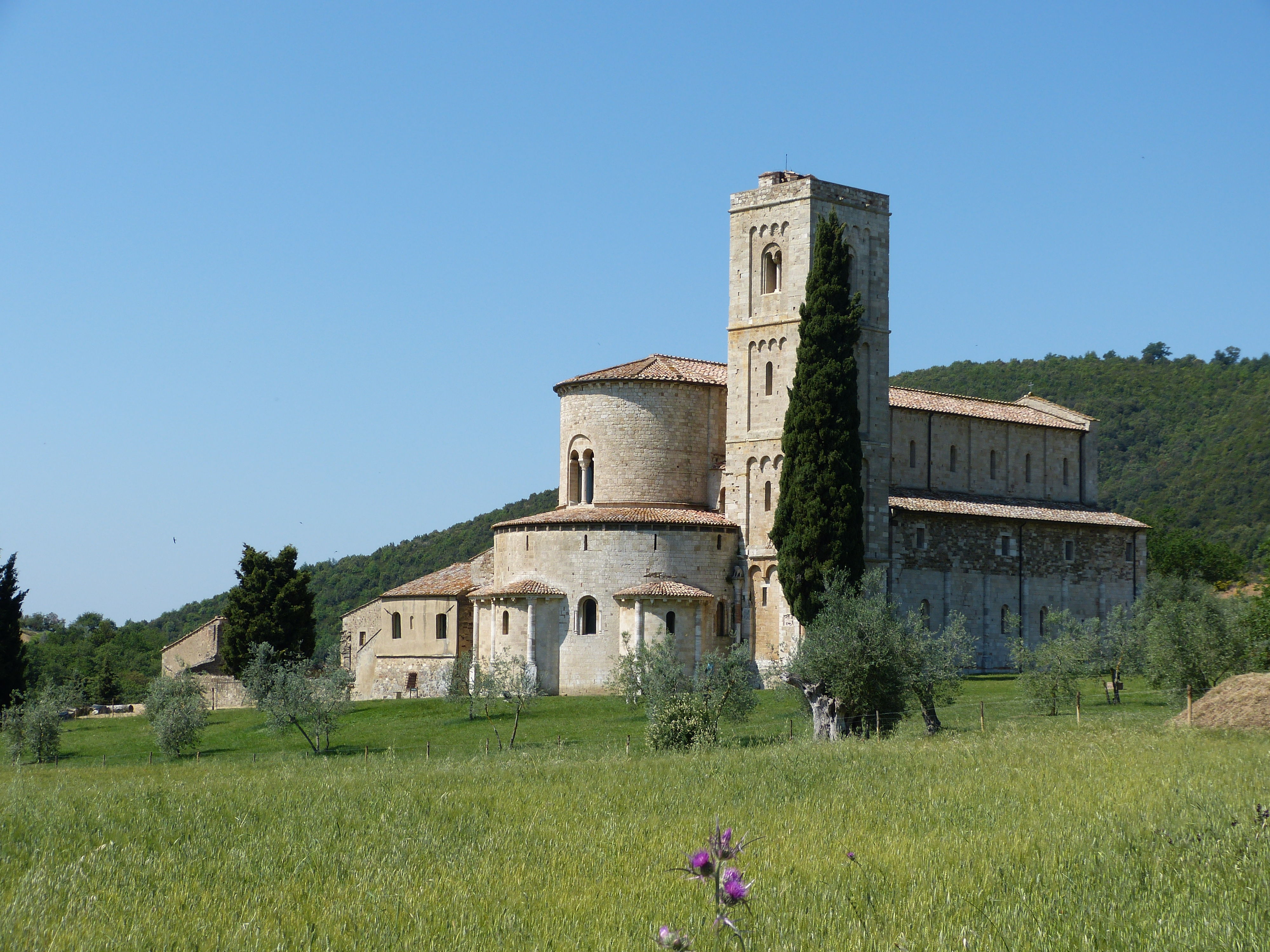

## Nevezetességek
- Kastély (Castello di Montalcino)
- Kolostor (Kloster bei Montalcino)

## Népesség
A település lakossága az elmúlt években az alábbi módon változott:
| Lakosok száma | 5056 | 5919 | 5611 |
|               | 2017 | 2018 | 2023 |